# Saint-Pierre - René II - Marcel Brot
Saint Pierre - René II - Marcel Brot est un quartier du sud-est de la ville de Nancy dans le département de Meurthe-et-Moselle.

## Lieux[1]
- Hôpital central de Nancy (CHRU)
- Maternité régionale
- MJC Pichon[2]
- Campus franco-allemand de Sciences Po
- Parc Olry
- Église Notre-Dame-de-Bonsecours
- Lycée Jean-Prouvé